# Mecosta
Mecosta is een plaats (village) in de Amerikaanse staat Michigan, en valt bestuurlijk gezien onder Mecosta County.

## Demografie
Bij de volkstelling in 2000 werd het aantal inwoners vastgesteld op 440.
In 2006 is het aantal inwoners door het United States Census Bureau geschat op 444, een stijging van 4 (0,9%).

## Geografie
Volgens het United States Census Bureau beslaat de plaats een oppervlakte van
3,0 km², geheel bestaande uit land. Mecosta ligt op ongeveer 299 m boven zeeniveau.

## Plaatsen in de nabije omgeving
De onderstaande figuur toont nabijgelegen plaatsen in een straal van 20 km rond Mecosta.